# Paraparesi
La paraparèsi, più correttamente parapàresi, è una condizione neurologica che si manifesta con perdita parziale della capacità motoria di entrambi gli arti superiori o, più spesso, di quelli inferiori. Si distingue dalla paraplegia, in cui la capacità motoria è totalmente assente, sebbene le classificazioni ICD le considerino insieme.
Può essere sintomo di encefalite o meningite, oppure essere dovuta a compressione del midollo spinale.